# مراب دوالیشویلی
مراب دوالیشویلی (انگلیسی: Merab Dvalishvili؛ زادهٔ ۱۰ ژانویهٔ ۱۹۹۱) ورزشکار هنرهای رزمی ترکیبی اهل گرجستان است. وی از سال ۲۰۱۴ میلادی تاکنون مشغول فعالیت بوده است.
دوالیشویلی یک رزمی‌کار حرفه‌ای ترکیبی گرجی-آمریکایی است. او در حال حاضر در بخش خروس وزن مسابقات قهرمانی مبارزه نهایی (یواف‌سی) رقابت می‌کند، جایی که او قهرمان فعلی خروس وزن یواف‌سی است. دوالیشویلی به عنوان یکی از بزرگ‌ترین خروس وزن‌های تمام دوران شناخته می‌شود. او همچنین اولین قهرمان متولد گرجستان در تاریخ یواف‌سی است. از اول ژوئیه ۲۰۲۵، او در رتبه‌بندی پوند فور پوند مردان یواف‌سی در رتبه سوم قرار دارد.
دوران حرفه‌ای دوالیشویلی در یواف‌سی با دو شکست مقابل فرانکی سائنز و ریکی سیمون آغاز شد. از آن زمان، او در یک دوره ۱۳ برد متوالی - که چهارمین رکورد طولانی در تاریخ یواف‌سی است - قهرمانان سابق، از جمله خوزه آلدو، پتر یان و هنری سجودو را شکست داده است. در ۱۴ سپتامبر ۲۰۲۴، دوالیشویلی با پیروزی بر شان اومالی با رأی قاطع داوران، عنوان قهرمانی خروس وزن یواف‌سی را از آن خود کرد. او از آن زمان دو بار از این عنوان دفاع کرده است - ابتدا در برابر عمر نورماگومدوف، سپس در یک مسابقه مجدد با اومالی، و با سابمیشن، کار قهرمان سابق را تمام کرد.